# Tiro (città libanese moderna)
Tiro (in arabo صور‎?, Ṣūr, in francese Tyr) è una città situata lungo la costa del Libano, capoluogo del distretto di Tiro, a 88 km a sud di Beirut. La città moderna è situata nello stesso luogo dell'omonima città fenicia che dal 1984 è stata inserita nella lista dei Patrimoni dell'umanità dell'UNESCO.

## Storia

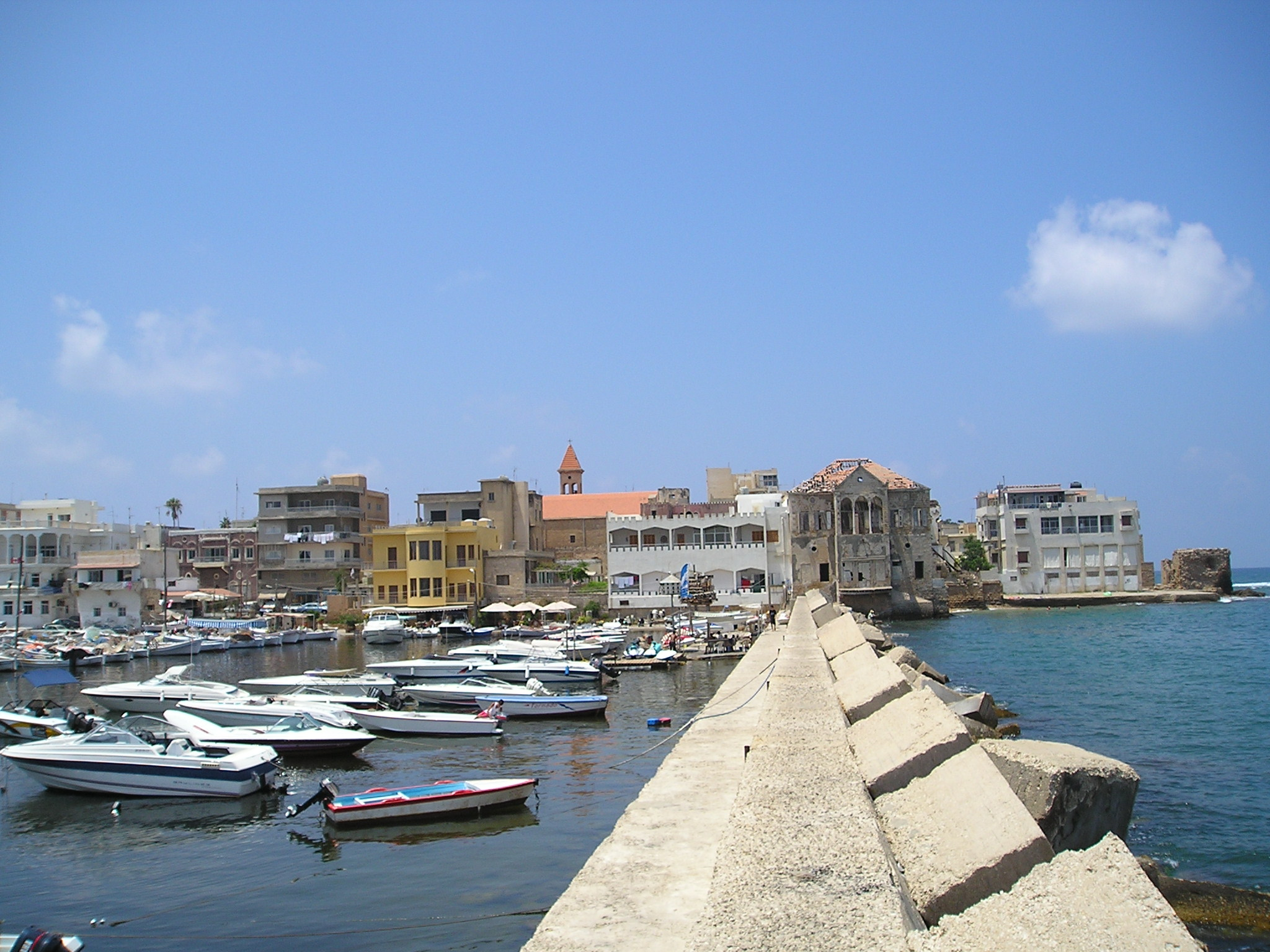
Il porto col quartiere cristiano sullo sfondo

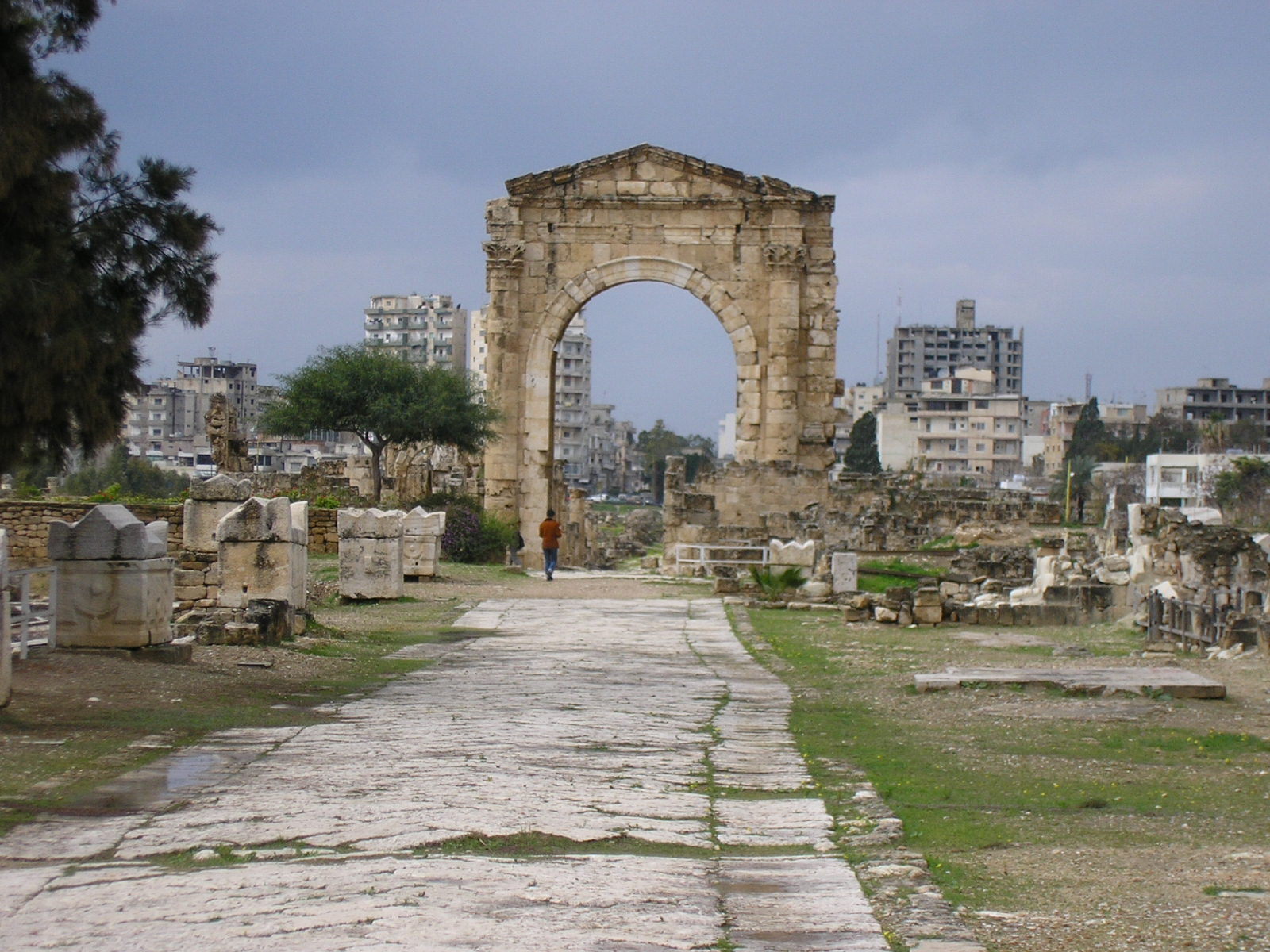
Uno sviluppo urbano caotico cinge i siti archeologici

Dopo la proclamazione dello Stato di Israele nel 1948, numerosi rifugiati palestinesi trovarono una sistemazione di fortuna nei campi profughi allestiti alla periferia sud della città e nei pressi dell'ippodromo romano. La vicinanza al confine israeliano e i problemi sociali causati dall'arrivo dei profughi rallentarono i progetti di sviluppo economico e turistico, aumentando il divario di benessere tra il sud del Libano (abitato in prevalenza da musulmani sciiti) e le aree più sviluppate, come la capitale Beirut.
La città di Tiro fu pesantemente colpita dalla guerra civile libanese iniziata nel 1975 e fu poi sottoposta a una lunga occupazione israeliana, durante la quale andò organizzandosi la resistenza armata del gruppo radicale Hezbollah.
Il definitivo ritiro israeliano dal sud del Libano nel maggio 2000 parve aprire una stagione di rilancio delle attività produttive attraverso investimenti pubblici e privati, ma il 12 luglio 2006 lo scoppio di un nuovo conflitto tra Israele e Hezbollah ha portato nuovi, ingenti danni materiali alla città, che è stata sottoposta a pesanti bombardamenti da parte israeliana.
La cosiddetta "zona 1" (al-Mīnā’), situata nella parte anticamente insulare della città, contiene una lunga strada colonnata che porta all'antico porto egizio (a sud), un'arena rettangolare e un vasto complesso termale. Poco distante, si trova l'attuale porto dei pescherecci (a nord) e il quartiere cristiano.
Sulla terraferma si trova la "zona 3" (al-Bass), dove si trovano un'ampia necropoli, un arco trionfale e l'ippodromo romano più grande e meglio conservato del mondo. Nei mesi estivi, l'area archeologica di al-Bass ospita un festival internazionale di musica e teatro.